# I-Zenborg/Megaloman
I-Zenborg/Megaloman è un singolo del gruppo Megalonsingers, pseudonimo del gruppo Superobots, pubblicato nel 1981.

## Tracce
1. I-Zenborg – 3:05 (testo: Carlo Rossi – musica: Angelo Rotunno e Flavio Carraresi)
2. Megaloman – 3:34 (testo: Carlo Rossi – musica: Angelo Rotunno e Flavio Carraresi)

## Descrizione
I-Zenborg è un brano musicale scritto da Carlo Rossi, su musica e arrangiamento di Flavio Carraresi e Angelo Rotunno, inciso dai Megalonsingers, altro nome del gruppo Superobots, come sigla della serie televisiva fantascientifica/tokusatsu omonima. Nel brano è presente una voce robotica sintetizzata che pronuncia parole apparentemente senza senso, ovvero:
che risultano essere un anagramma di:
Megaloman è un brano musicale scritto da Carlo Rossi, su musica e arrangiamento di Flavio Carraresi e Angelo Rotunno, inciso dai Megalonsingers, pseudonimo del gruppo "Superobots", come sigla della serie televisiva omonima.